# Jan Ligthart (acteur)
Jan Ligthart (Steenbergen, 1962) is een Nederlands (kind)acteur, journalist en schrijver. Hij speelde de hoofdrol in de televisieserie Merijntje Gijzens jeugd (VARA, 1974).
Na Merijntje Gijzen heeft hij geen ander acteerwerk gedaan. Hij werd journalist bij onder meer het Midden-Brabantse dagblad Nieuwsblad van het Zuiden en later bij het Eindhovens Dagblad. Als freelancer was hij een aantal jaren correspondent in Australië voor de VNU-dagbladen, het NOS Journaal, De Telegraaf, Elsevier en Vlaamse media. Anno mei 2004 werkte hij als eindredacteur Buitenland bij De Telegraaf. In december 2005 verscheen van zijn hand het boek Boemerangs en Bromvliegen, een portret van Australië (uitgeverij BZZTôH).
Sinds 2017 is Ligthart hoofdredacteur van de nieuwssite van Fontys Hogescholen Bron.
- International Standard Name Identifier: 0000 0000 3641 8223
- Library of Congress Control Number: n2006043997
- Nederlandse Thesaurus van Auteursnamen: 290918693
- Virtual International Authority File: 60970120
- WorldCat: E39PBJvHb8HC3rfqhV4VkfTvHC